# Rue Borromée
La Rue Borromée est une rue du 15e arrondissement de Paris.

## Situation et accès

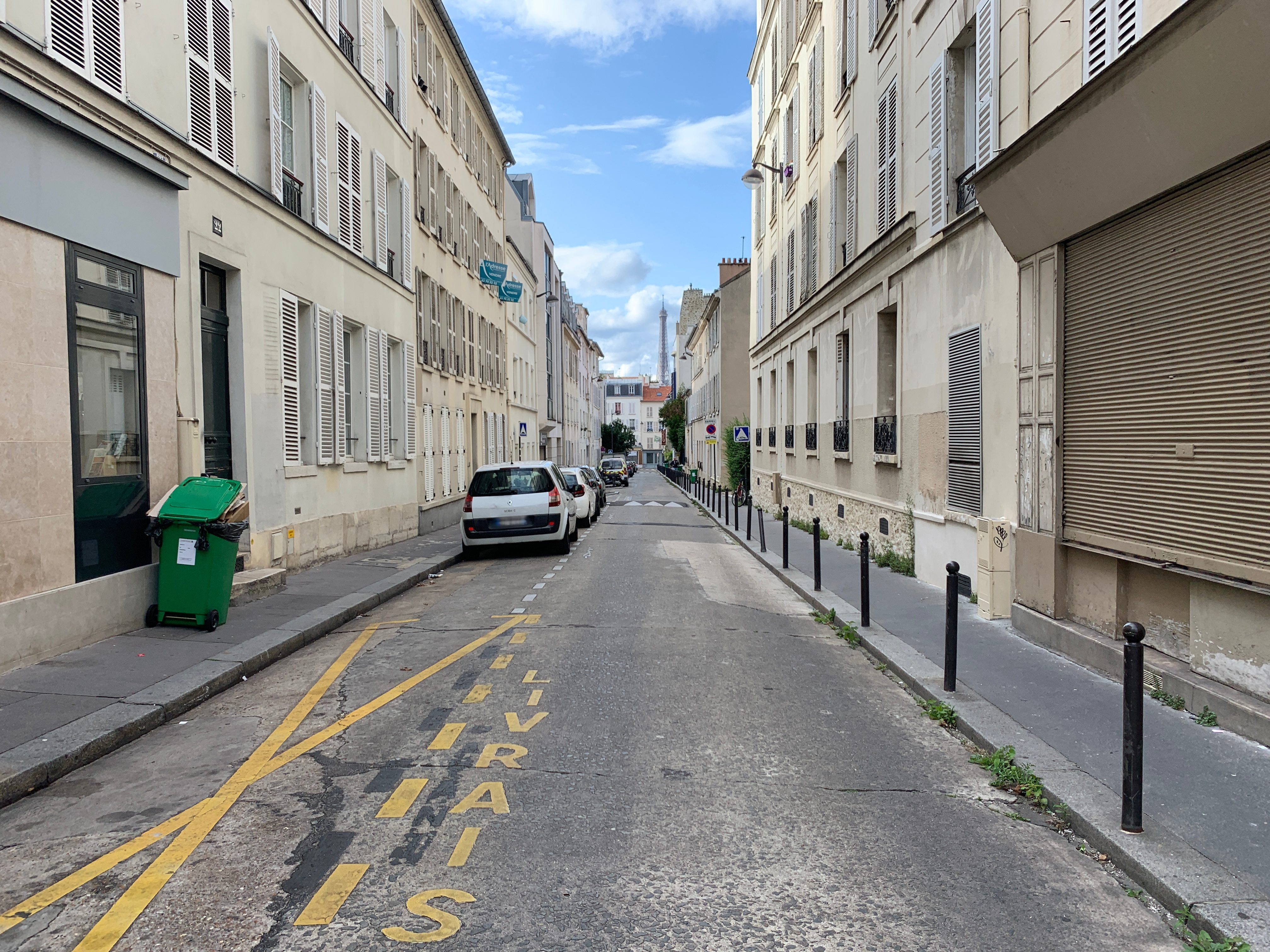
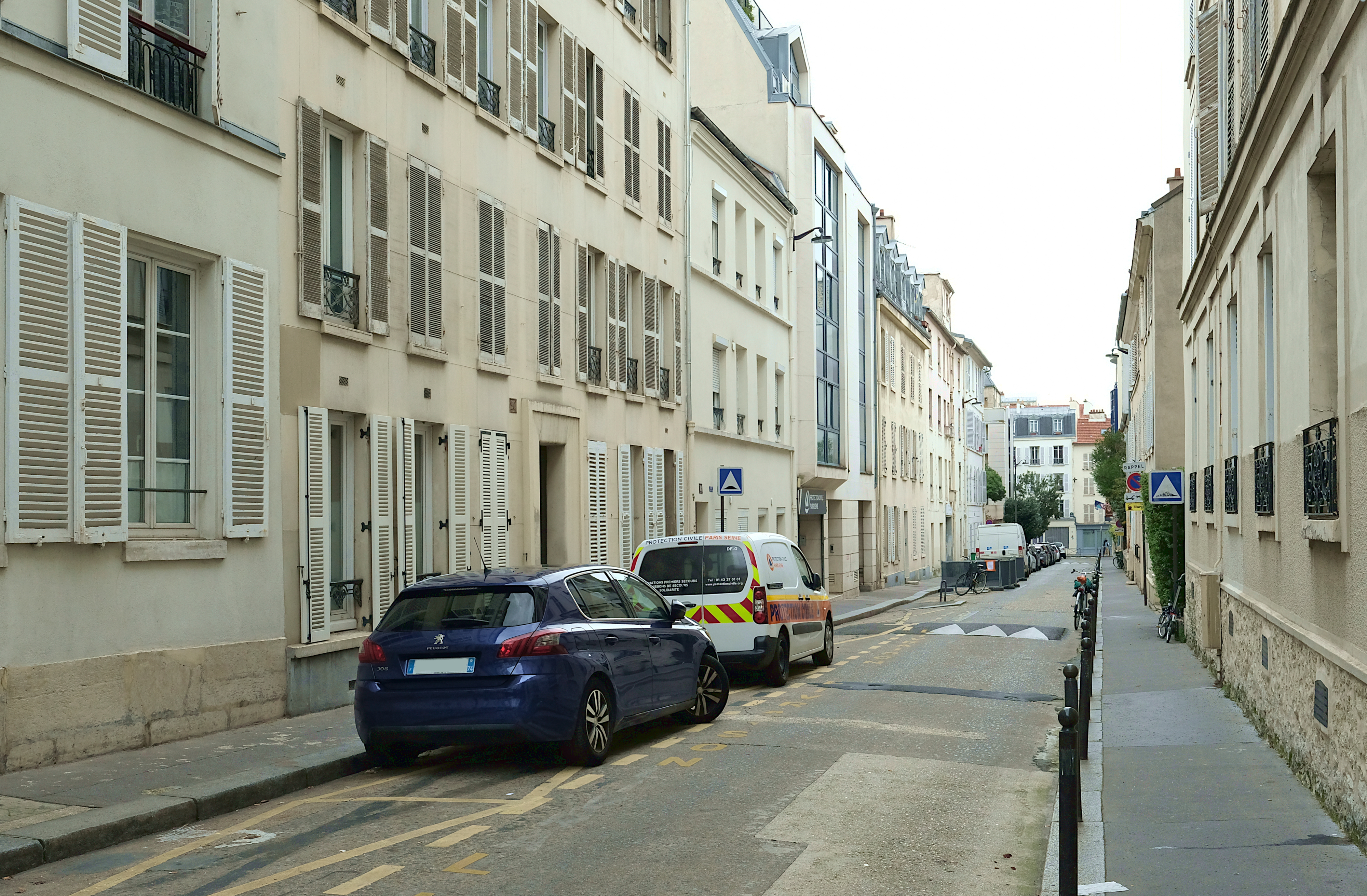

## Origine du nom

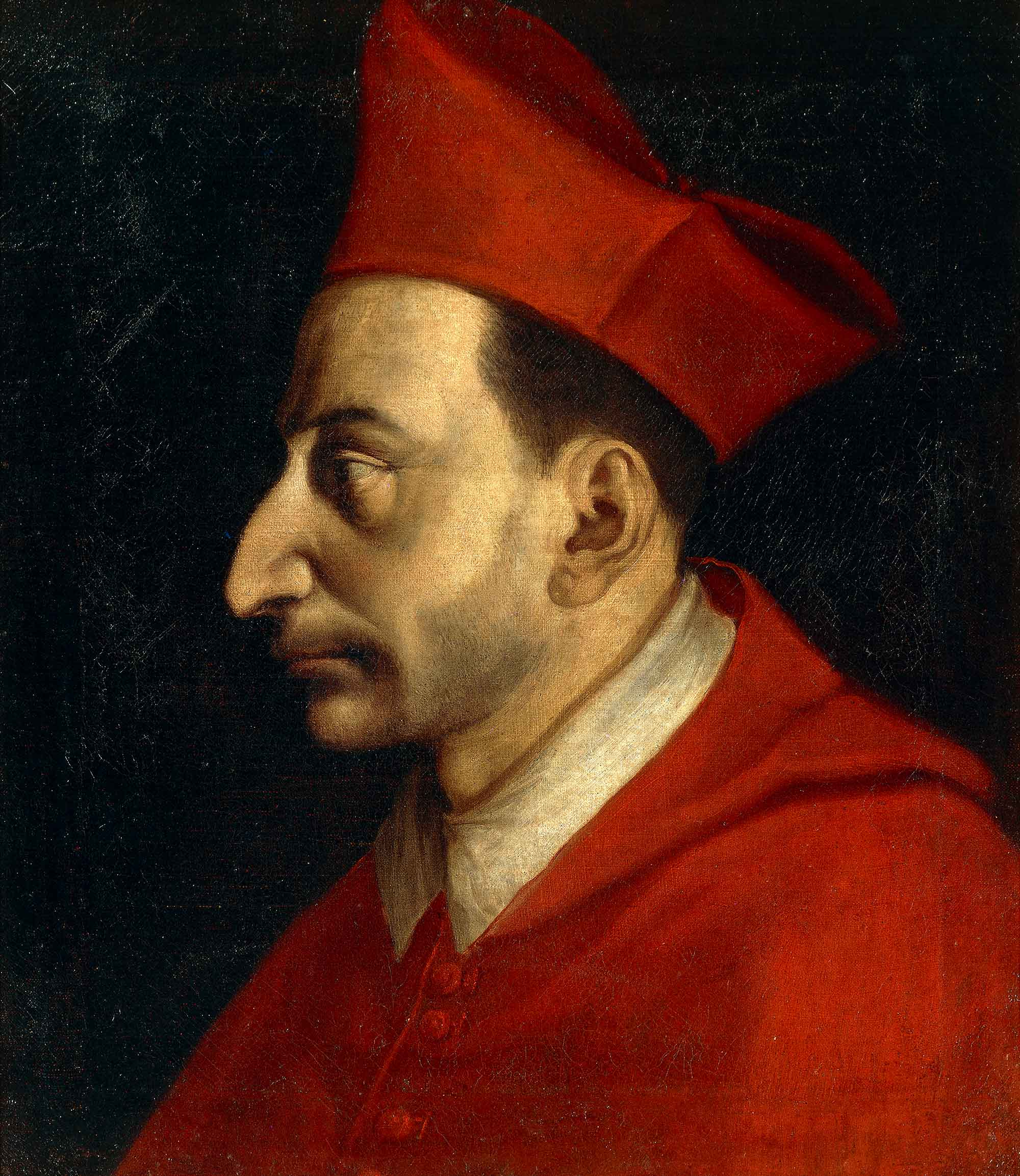
Charles Borromée.

Elle porte le nom de saint Charles Borromée (1538-1584), archevêque de Milan.

## Historique
Cette voie était nommée « rue des Fidèles » en 1811, « passage Napoléon » en 1857, puis « rue Borromée » en 1867.

## Bâtiments remarquables et lieux de mémoire
- No 8 :
— domicile, en 1941, du sculpteur Joseph d'Asté (1881-1945).
- No 9 : immeuble de bureaux construit en 1988 par l’architecte Christian Dugelay[2].
- No 14 :
— domicile, en 1928, du peintre et illustrateur Eugène Narbonne (1885-1973)[3] ;
— le peintre Charles Walch (4 août 1896 – 12 décembre 1948) s'installe en 1929 au 14 de la rue Borromée, dans un atelier où il restera jusqu'au terme de sa vie.